# فورد ألمانيا
Ford-Werke GmbH أو فورد ألمانيا هي شركة تصنيع سيارات ألمانية يقع مقرها الرئيسي في نيل، كولونيا، شمال الراين - وستفاليا، وهي شركة تابعة لشركة فورد أوروبا، والتي بدورها شركة تابعة لشركة فورد موتور.

## أصول برلين
في نهاية عام 1924، أنشأت شركة فورد الأمريكية للسيارات مكتب مبيعات في برلين والذي حصل في بداية عام 1925 على تصريح لاستيراد 1000 جرار. في عام 1920، فرضت الحكومة تعرفة مرتفعة لدرجة أنها كانت بمثابة حظر على استيراد السيارات الأجنبية، ولكن تم عكس ذلك في أكتوبر 1925. من الواضح أن هذه الخطوة كانت متوقعة من قبل شركة فورد منذ 18 أغسطس 1925، تم إدخال شركة فورد موتور أكتينجسشافت في سجل شركات برلين. 
خلال عام 1925، تم إنشاء مصنع التجميع في مستودع مستأجر في منطقة Westhafen (الميناء الغربي) في برلين، والذي كان في موقع جيد لاستلام شحنات القطع والمكونات عبر شبكة القنوات في البلاد. في 1 أبريل 1926 تم إنتاج أول نموذج ألماني تجميعي فورد موديل تي، باستخدام الأجزاء المستوردة.  أنتجت عملية التجميع في برلين 1,177 طرازًا من طراز Ts في عام 1926 و2،594 نموذجًا آخر خلال عام 1927 والتي كانت السنة الأخيرة من طراز تي: في أغسطس 1927، انتهى إنتاج طراز تي في برلين، وكان ذلك قبل عام تقريبًا، في 20 أغسطس 1928، تم إنتاج فورد تلقائيًا تمت التوصية بالإنتاج في برلين، والآن من طراز فورد أي. 

## الانتقال إلى كولونيا

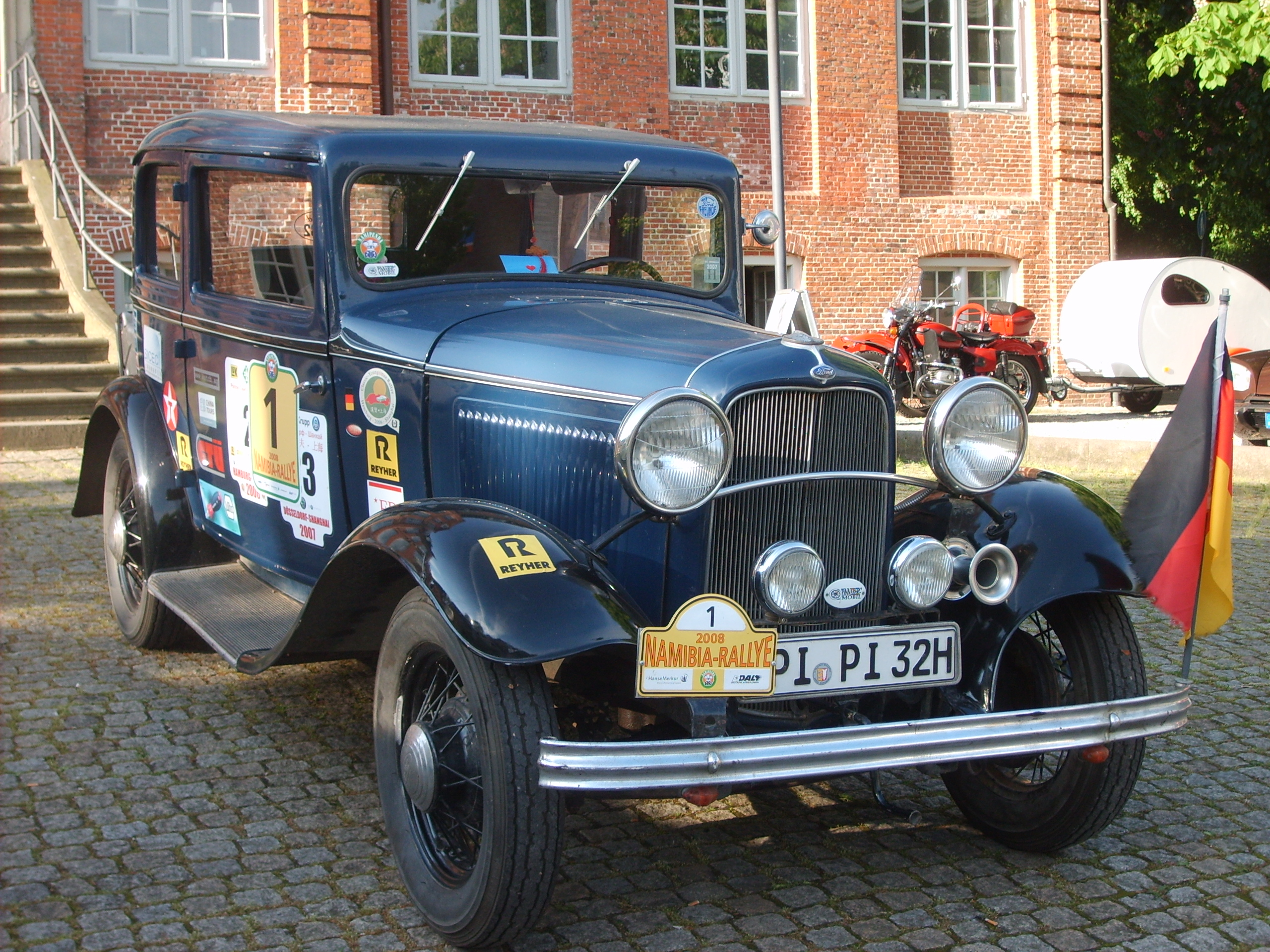
فورد راينلاند 1932

في مارس 1929، اشترت جنرال موتورز حصة 80٪ في أوبل. كان رد فعل هنري فورد قرارًا سريعًا ببناء مصنع فورد للسيارات بالكامل في ألمانيا، وقبل نهاية عام 1929، تم الحصول على موقع في مدينة كولونيا (Niehl) من قبل عمدة المدينة، كونراد أديناور  فورد.  كان الغرض من الموقع الذي تبلغ مساحته 170 ألف متر مربع هو إنتاج سنوي يبلغ 250000 سيارة، مما يشير إلى استمرار روح التفاؤل الاقتصادي الذي لا حدود له والذي استحوذ على الصناعة الغربية في الأشهر التي سبقت انهيار وول ستريت عام 1929. إن تحديد موقع المصنع بجوار نهر الراين مباشرة يضمن، كما هو الحال مع مواقع فورد الأوروبية الرئيسية الأخرى في مانشستر وداغنهام وبرلين، وصولاً ممتازاً إلى شبكة النقل المائي. في 2 أكتوبر 1930، وضع هنري فورد، الذي كان يبلغ من العمر 67 عامًا، إلى جانب أديناور، 55 عامًا، حجر الأساس لمصنع كولونيا فورد: البناء، الذي تكلف 12 مليون مارك، تقدم سريعًا. انتهت عملية التجميع في برلين في 15 أبريل 1931، وفي 4 مايو 1931، تم إنتاج أول سيارة من إنتاج المصنع في كولونيا من طراز فورد.  كانت السيارة الأولى التي تم إنتاجها عبارة عن شاحنة تعتمد على طراز فورد موديل A والتي، سواء عن طريق الصدفة أو عن مخطط لها، ستكون أيضًا أول سيارة يتم إنتاجها بواسطة مصنع فورد الجديد في داجنهام، إنجلترا في أكتوبر 1931. ومنذ ذلك الوقت، تم تصنيع نسبة متزايدة من سيارات فورد المباعة بالمصنع في ألمانيا في ألمانيا نفسها بدلاً من استيرادها. تم إدخال الطراز بيامع لطراز A فليجدعان بمينة كولونيا عام 1932.
بدأت صناعة السيارات الصغيرة في عام 1933 مع Ford Köln، بعد عام من إطلاقها في بريطانيا باسم طراز Y. مع 2,453 تم إنتاجها في عام 1933 وحده، دفعت شركة Köln فورد إلى المركز الثامن في قوائم مبيعات سيارات الركاب الألمانية لهذا العام،  ولكن لم يكن لها نفس التأثير في ألمانيا كما كان الحال في بريطانيا. 
كان فورد راينلاند نموذجًا فريدًا للسوق الألماني تم تصنيعه عن طريق تركيب 3285 أسطوانات محرك سي سي في نموذج  B-8 الشاسيه ولكن معظم المنتجات لا تزال تصاميم ديترويت وإن كان مع أسماء محلية.

## المبيعات وحصة السوق في ألمانيا
| عام  | وحدات   | الحصة السوقية |
| ---- | ------- | ------------- |
| 2012 | 206,128 | 6,70٪         |
| 2011 | 230939  | 7,31٪         |
| 2010 | 198156  | 6,79٪         |
| 2009 | 290620  | 7,63٪         |
| 2008 | 217305  | 7,03٪         |
| 2007 | 213873  | 6,79٪         |
| 2006 | 243845  | 7,03٪         |
| 2005 | 246814  | 7,38٪         |
| 2004 | 243930  | 7,47٪         |
| 2003 | 235279  | 7,27٪         |

## الموديلات

### الموديلات الحالية
تسرد الجداول التالية مركبات إنتاج فورد التي يتم بيعها في ألمانيا في عام 2019:

#### سيارات الركاب
| كا +      |  | City car               | - هاتشباك                                     |
| العيد     |  | Supermini              | - هاتشباك                                     |
| Ecosp☢ort |  | Mini crossover SUV     | - SUV                                         |
| فوكوس     |  | Small family car       | - هاتشباك - الصالون / سيدان - الحوزة / عربة   |
| C-ماكس    |  | Compact MPV            | - MPV                                         |
| كوجا      |  | Compact crossover SUV  | - SUV                                         |
| مونديو    |  | Large family car       | - الصالون / سيدان - رفع الظهر - الحوزة / عربة |
| إس-ماكس   |  | Large MPV              | - MPV                                         |
| المجرة    |  | Large MPV              | - MPV                                         |
| إيدج      |  | Mid-size crossover SUV | - SUV                                         |
| موستانج   |  | Muscle Car             | - كوبيه - قابل للتحويل                        |
| جي تي     |  | Sports Car             | - كوبيه                                       |

### المركبات التجارية الخفيفة
| تورنيو كونيكت |  | Panel van                | - فان 5 لوحة الباب - 5-باب النشاط الترفيه مركبة                                |
| ترانزيت       |  | Light commercial vehicle | - كابينة الهيكل                                                                |
| رينجير        |  | Pick-up truck            | - كابينة واحدة ببابين - بابين مفتوحين - كابينة مزدوجة / طاقم الكابينة المزدوجة |

#### نماذج ST
تنتج فورد موديلات عالية الأداء لسياراتهم تم تطويرها بواسطة قسم فريق فورد RS.
| فورد فوكس أس تي  |  | Compact car | - هاتشباك - الحوزة / عربة |
| فورد فييستاأس تي |  | Supermini   | - هاتشباك                 |